# لارس جانسون
لارس جانسون (بالفنلندية: Lars Jansson)‏ هو رسام كارتون فنلندي، ولد في 8 أكتوبر 1926 في هلسنكي في فنلندا، وتوفي بنفس المكان في 31 يوليو 2000.

## وصلات خارجية
- لارس جانسون على موقع IMDb (الإنجليزية)